# Herman Mishkin
Herman Mishkin (marzo 1870 – 6 febbraio 1948) è stato un fotografo russo naturalizzato statunitense che si specializzò in fotografie di cantanti d'opera.

## Biografia

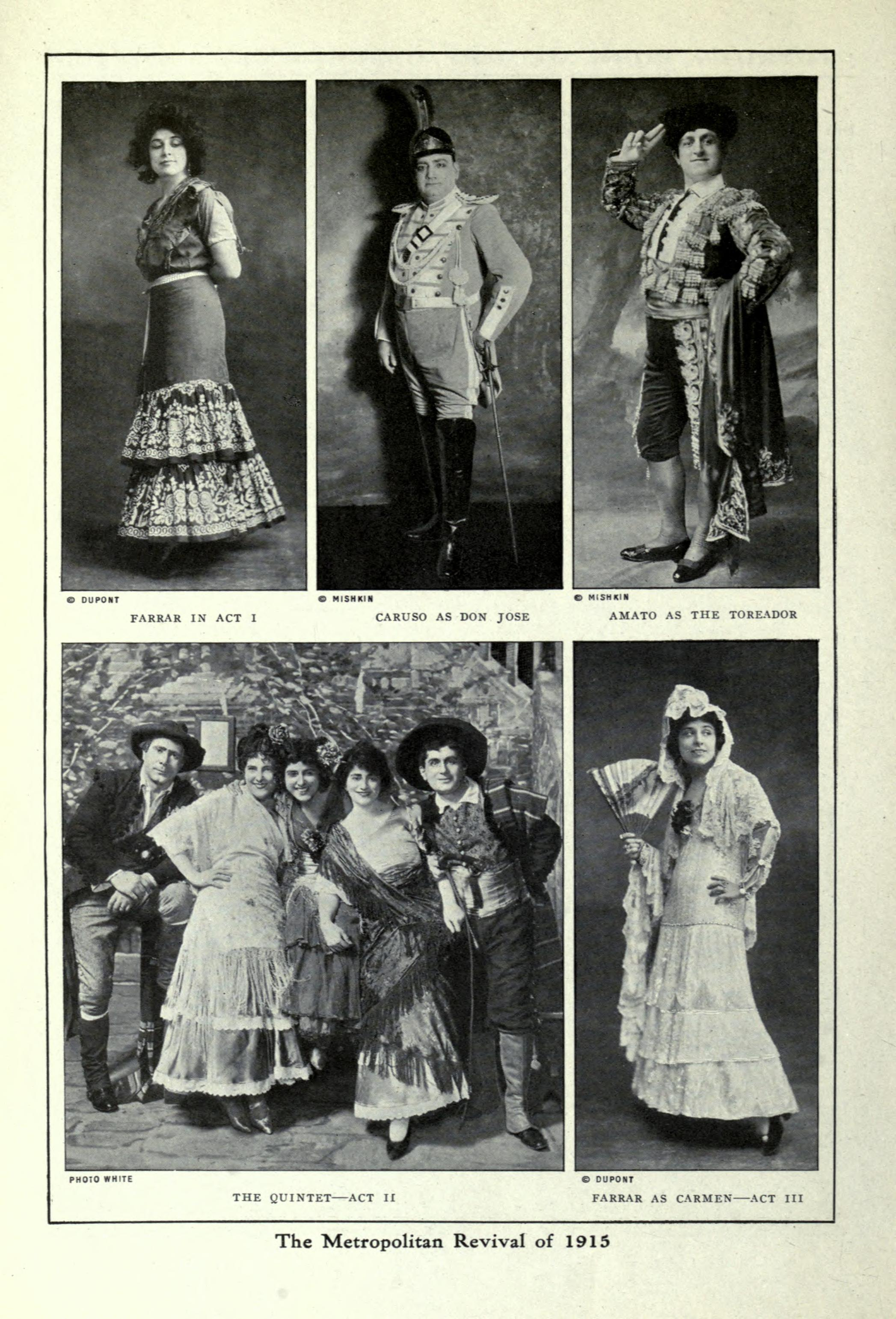
Fotografie pubblicitarie per l'opera Carmen di Bizet presso il Metropolitan Opera House nel Gennaio 1915, con Enrico Caruso e Geraldine Farrar

Herman Mishkin nacque a Minsk nel 1870; emigrò negli Stati Uniti nel 1885. Comprò una macchina fotografica e iniziò a scattare fotografie intorno agli anni ottanta dell'Ottocento, lavorò inoltre in quegli anni come apprendista al Van Houten Studio di Brooklyn e successivamente al S. A. Thomas Studio di New York.
A quel tempo, Aimé Dupont, scultore belga diventato fotografo, e sua moglie, la fotografa Etta Greer, si erano trasferiti a New York, in seguito ad una avviata carriera come ritrattisti di cantanti d’opera a Parigi: Mishkin ebbe modo di studiare le fotografie e lo stile di Dupont che divennero presto un punto di riferimento per il fotografo russo.
Mishkin ricoprì inizialmente il ruolo di fotografo nella Manhattan Opera Company fondata da Oscar Hammerstein: grazie a questa opportunità Mishkin ebbe modo di sperimentare e sviluppare un proprio stile ritrattistico caratterizzato dall’utilizzo di sfondi neutri e da una spiccata nitidezza dell’immagine.
Divenne successivamente l’ufficiale ritrattista per il Metropolitan Opera House a partire dal 1905 fino al 1932: in questi anni il Metropolitan gli commissionò gli scatti pubblicitari che avrebbero accompagnato le produzioni del Metropolitan stesso, fotografie che venivano anche nella hall del Metropolitan Opera House. Parallelamente, Mishkin operò in uno studio sulla Fifth Avenue, luogo frequentato dalla maggior parte dei più importanti artisti dell’epoca.
Grazie anche al legame con il Metropolitan, Herman Mishkin divenne così uno dei principali ritrattisti di alcuni dei personaggi più famosi che all’epoca si esibivano sui palchi d’Europa e d’America: direttori d'orchestra come Cleofonte Campanini, cantanti come Enrico Caruso, Geraldine Farrar, Italo Cristalli, ballerini come Anna Pavlova, Adeline Genee e Alexandre Volinine, attori come Corliss Giles e George Jessel.
A seguito della scadenza del suo ultimo contratto con il Metropolitan, Mishkin nel 1932 trasferì il suo studio e la sua casa a Brooklyn, dove visse fino al 1948.
Si sposò ed ebbe un figlio, Leo Mishkin. Morì il 6 febbraio 1948.

## Collezioni

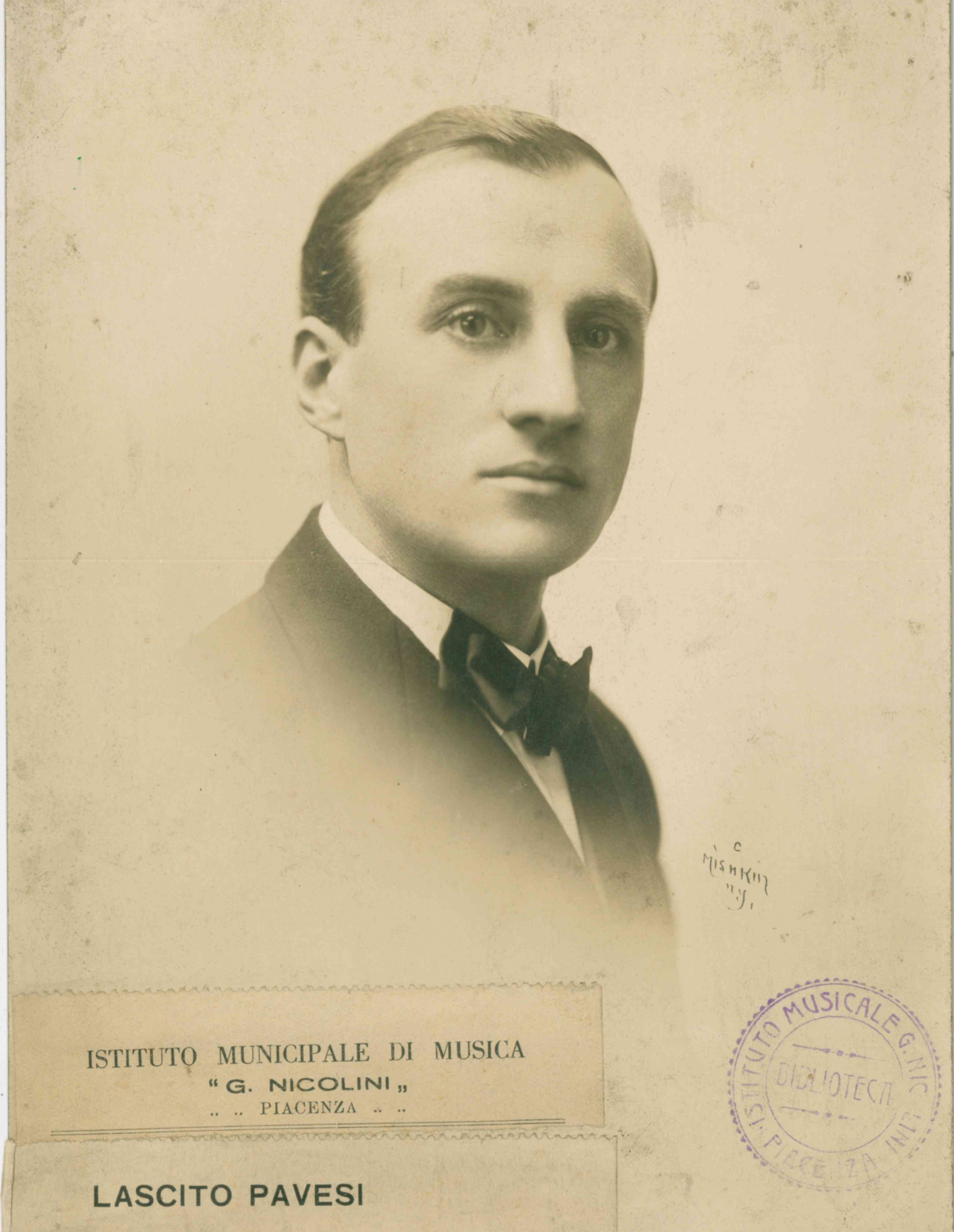
Ritratto di Italo Cristalli con firma autografa di Herman Mishkin, New York

I fondi dei negativi di alcune sue fotografie sono conservati presso l'International Center of Photography (ICP) e del Metropolitan Opera House.

## Bibliografia

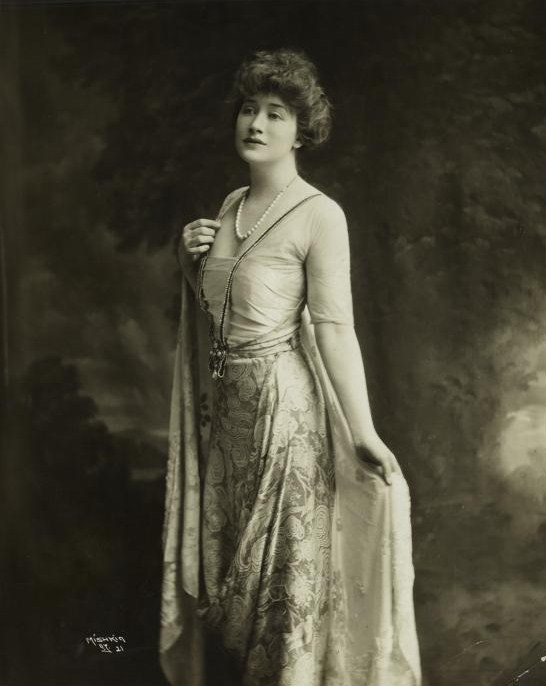
Charlotte Walker in Call the Doctor